# Répáshuta
Répáshuta é um município da Hungria, situado no condado de Borsod-Abaúj-Zemplén. Tem 16,79 km² de área e sua população em 2015 foi estimada em 424 habitantes.